# マルティネス (カクテル)
マルティネス（英語: Martinez）は古くからあるジンを用いたカクテル。

## 概要
1884年に刊行されたカクテルブック『The Modern Bartenders' Guide』（O. H. Byron著）の記載が確認できるカクテルである。
マルティネスをマティーニの起源とする説がある。また、マンハッタンとの類似性も指摘されている。

## レシピの例
国際バーテンダー協会によるレシピを以下に挙げる
材料
- ロンドン・ドライ・ジン - 45ml
- スイート・ベルモット - 45ml
- マラスキーノ - 1tsp
- オレンジ・ビターズ - 2dashes

作り方
1. 氷と共に材料をミキシンググラスに入れ、ステアする。
2. カクテルグラスに注ぎ、レモンゼストを飾る。

古いレシピ（『Bar-Tender's Guide』（ジェリー・トーマス著）など）ではジンにはオールド・トム・ジンが用いられている。